# Campbell Motor Car Company
Campbell Motor Car Company war ein US-amerikanischer Hersteller von Automobilen.

## Unternehmensgeschichte
Theodore A. und George N. Campbell standen in Verbindung mit der 1917 aufgelösten Emerson Motors Company. Sie gründeten 1918 ihr eigenes Unternehmen in Kingston im US-Bundesstaat New York. Sie setzten die Produktion von Automobilen fort. Der Markenname lautete nun Campbell. Im Mai 1919 begann die Insolvenz. Insgesamt entstanden nur wenige Fahrzeuge.

## Fahrzeuge
Das einzige Modell hatte einen Vierzylindermotor mit 22 PS Leistung. Das Fahrgestell hatte 279 cm Radstand. Ein offener Tourenwagen stellte die einzige Karosserieform dar. Das Fahrzeug kostete 835 US-Dollar und war damit zu teuer. Zum Vergleich: Der Neupreis des Emerson betrug im Vorjahr nur 395 Dollar. Das Ford Modell T kostete 525 Dollar als Tourenwagen, war aber etwas schwächer motorisiert und kürzer.